# Cerámica Pox
Cerámica Pox o Pox pottery es el nombre que se dio a los restos encontrados por los arqueólogos estadounidenses Charles M. Brush y su esposa Ellen Sparry en un montículo ubicado al sureste de la bahía de Puerto Marqués, en el estado de Guerrero (México). De acuerdo con el reporte de Brush, percibieron la existencia del montículo por casualidad y lo excavaron. A pesar de la pobreza del montículo, en palabras de los investigadores, pudieron encontrar los restos de una cerámica cuyo fechamiento por carbono 14 los ubicó alrededor del año 2400 a. C.. Por lo tanto, se trataría de los más antiguos testimonios de la cerámica mesoamericana. 
Autores posteriores ponen en duda la validez de los hallazgos de Brush. Duverger señala que el fechamiento se realizó con una concha asociada al descubrimiento. De la misma manera, indica que Brush nunca publicó nada relacionado con el hallazgo, a no ser un artículo de dos páginas en Science. Christine Niederberger también discute sobre los hallazgos de Puerto Marqués, de los que dice no pasan de ser pedazos de lodo que no resistieron el contacto con el agua. 